# Comuna Buciumi, Sălaj
Buciumi este o comună în județul Sălaj, Transilvania, România, formată din satele Bodia, Bogdana, Buciumi (reședința), Huta, Răstolț și Sângeorgiu de Meseș.

## Demografie
Componența etnică a comunei Buciumi
     Români (75,15%)
     Romi (18,36%)
     Alte etnii (0,12%)
     Necunoscută (6,37%)
Componența confesională a comunei Buciumi
     Ortodocși (64,28%)
     Penticostali (16,07%)
     Greco-catolici (7,49%)
     Baptiști (2,04%)
     Alte religii (2,37%)
     Necunoscută (7,74%)
Conform recensământului efectuat în 2021, populația comunei Buciumi se ridică la 2.402 locuitori, în scădere față de recensământul anterior din 2011, când fuseseră înregistrați 2.586 de locuitori. Majoritatea locuitorilor sunt români (75,15%), cu o minoritate de romi (18,36%), iar pentru 6,37% nu se cunoaște apartenența etnică. Din punct de vedere confesional, majoritatea locuitorilor sunt ortodocși (64,28%), cu minorități de penticostali (16,07%), greco-catolici (7,49%) și baptiști (2,04%), iar pentru 7,74% nu se cunoaște apartenența confesională.

## Politică și administrație
Comuna Buciumi este administrată de un primar și un consiliu local compus din 11 consilieri. Primarul, Ioan-Eugen Lazar[*], de la Partidul Social Democrat, este în funcție din octombrie 2020. Începând cu alegerile locale din 2024, consiliul local are următoarea componență pe partide politice:
|  | Partid                          | Consilieri | Componența Consiliului | Componența Consiliului | Componența Consiliului | Componența Consiliului | Componența Consiliului | Componența Consiliului |
|  | ------------------------------- | ---------- | ---------------------- | ---------------------- | ---------------------- | ---------------------- | ---------------------- | ---------------------- |
|  | Partidul Social Democrat        | 6          |                        |                        |                        |                        |                        |                        |
|  | Partidul Național Liberal       | 3          |                        |                        |                        |                        |                        |                        |
|  | Alianța pentru Unirea Românilor | 1          |                        |                        |                        |                        |                        |                        |
|  | Partidul PRO România            | 1          |                        |                        |                        |                        |                        |                        |

## Atracții turistice
- Biserica de lemn "Sfinții Arhangheli Mihail și Gavriil" din satul Răstolț, construită în anul 1840, monument istoric
- Castrul roman de la Buciumi (1864).[7]
- Trasee montane spre Măgura Priei din Munții Meseș
- Izvoarele Agrijului
- Muzeul de Istorie și Etnografie, inaugurat în anul 2003.[7]
- Capela Ortodoxă (începutul sec. XVIII).[7]
- Biserica Ortodoxă, ridicată în anul 1868.[7]
- Cascada Șipot, aflată la 6 km de Buciumi, pe valea Mihăiesei.[7]
- Casa lui Badea Ioan, (1928-1929), inclusă în programul Acasă, ca demult , desfășurat în anul 2013.[7]
- Fânațele de la Bogdana (sit de importanță comunitară inclus în rețeaua europeană Natura 2000 în România).

## Persoane născute aici
- Ioniță Scipione Bădescu (1847 - 1904), scriitor.